# بخش اتنا (شهرستان لیکینگ، اوهایو)
بخش اتنا (به انگلیسی: Etna Township) یک منطقهٔ مسکونی در ایالات متحده آمریکا است که در شهرستان لیکینگ، اوهایو واقع شده‌است.
 بخش اتنا ۶۰٫۶ کیلومتر مربع مساحت و ۱۶٬۳۷۳ نفر جمعیت دارد و ۳۲۶ متر بالاتر از سطح دریا واقع شده‌است.